# Schutterlindenberg
Der Schutterlindenberg ist ein 296,5 m ü. NHN hoher, am Nordrand von Lahr gelegener Auslieger der Vorbergzone des Schwarzwaldes.

## Name
Seinen Namen hat der Berg von der Schutter, die an seinem Südfuß in Lahr aus dem Schwarzwald austritt und danach auf Nordlauf an seinem Westfuß vorbei durch die etwa 140 m unter dem Berggipfel liegende Oberrheinische Tiefebene zu ihrer Mündung von links in die Kinzig läuft. Der Namensbestandteil -linden- bezieht sich auf den etwa einen Hektar großen Lindenhain, der seinen Gipfel krönt und weithin sichtbar ist, da die Vorbergzone bei Lahr ansonsten waldfrei ist.

## Besonderheiten

### Ausblick

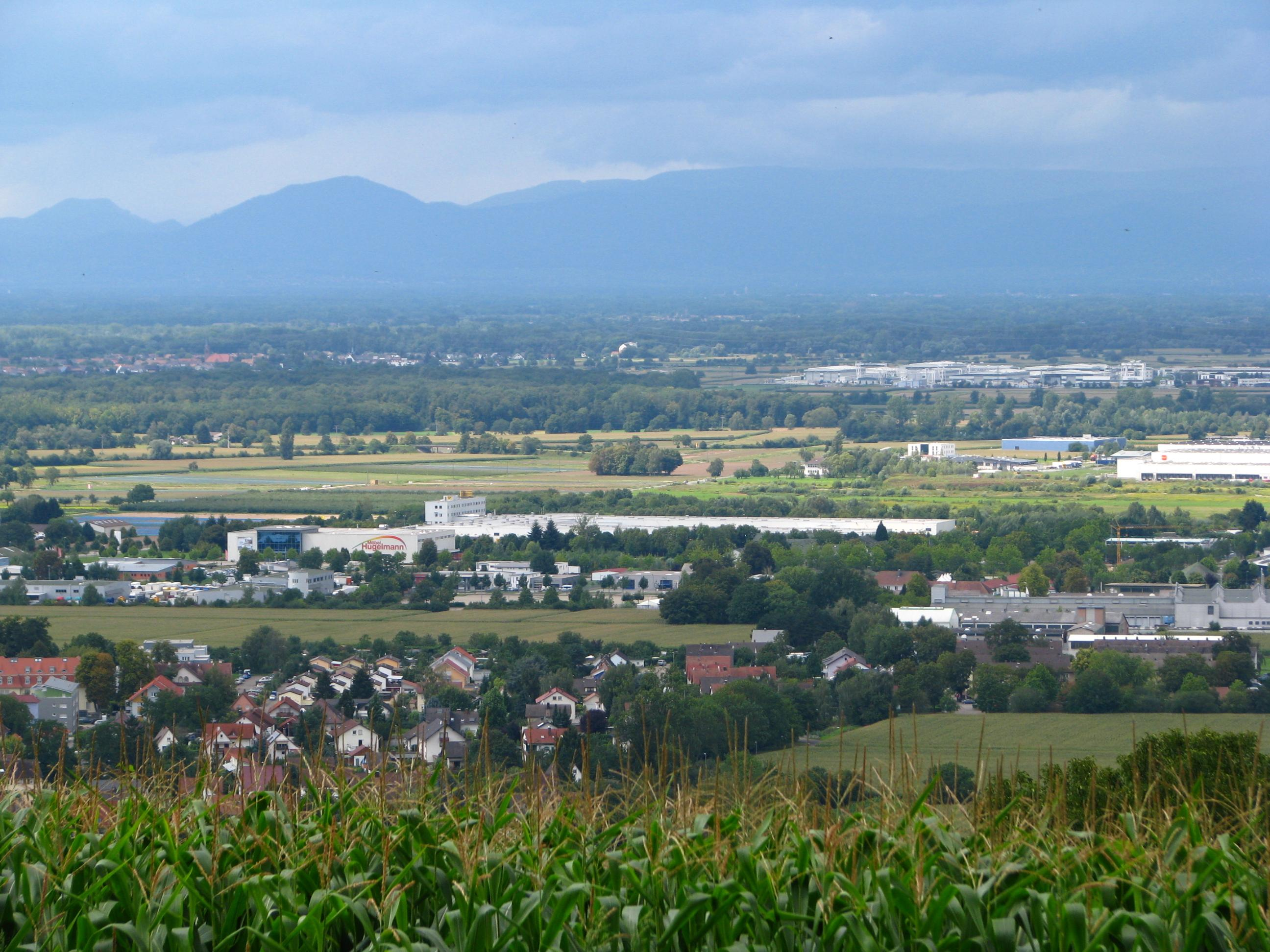
Vogesenblick

Der Schutterlindenberg bietet ein Panorama, das von den Höhen des Schwarzwaldes über die Niederung der Oberrheinischen Tiefebene bis zu den Gipfeln der Vogesen reicht. Zu sehen sind im Nahbereich die Stadt Lahr und umliegende Dörfer. Im Fernbereich reicht der Blick im Süden bis zum Belchen, einem der höchsten Berge des Schwarzwaldes, im Westen zum höchsten Berg der Vogesen, dem Grand Ballon d’Alsace oder Großen Belchen, und im Nordwesten bis nach Straßburg, einer der größten Städte Frankreichs mit dem Straßburger Münster.

### Verfassungssäule
Zur Erinnerung an die erste badische Verfassung von 1818 wurde am 22. August 1843 zur Ehrung von deren 25-jährigem Bestehen von der Stadt Lahr auf dem Schutterlindenberg eine Säule errichtet, die mit einer Verfassungsfeier eingeweiht wurde. Die vom Großherzog Karl Ludwig Friedrich von Baden gebilligte und dort gewürdigte Verfassung hatte einer badischen Volksvertretung ein Mitwirkungsrecht an Gesetzgebungsverfahren und an der Festsetzung von Steuern eingeräumt. Die Säule wurde 1945 durch amerikanischen Artilleriebeschuss beschädigt und 1962 von der Stadt Lahr wieder aufgestellt. Anlässlich des 150-jährigen Jubiläums der Badischen Revolution von 1848 wurde sie durch den Rotary-Club restauriert.

### Schubert-Denkmal

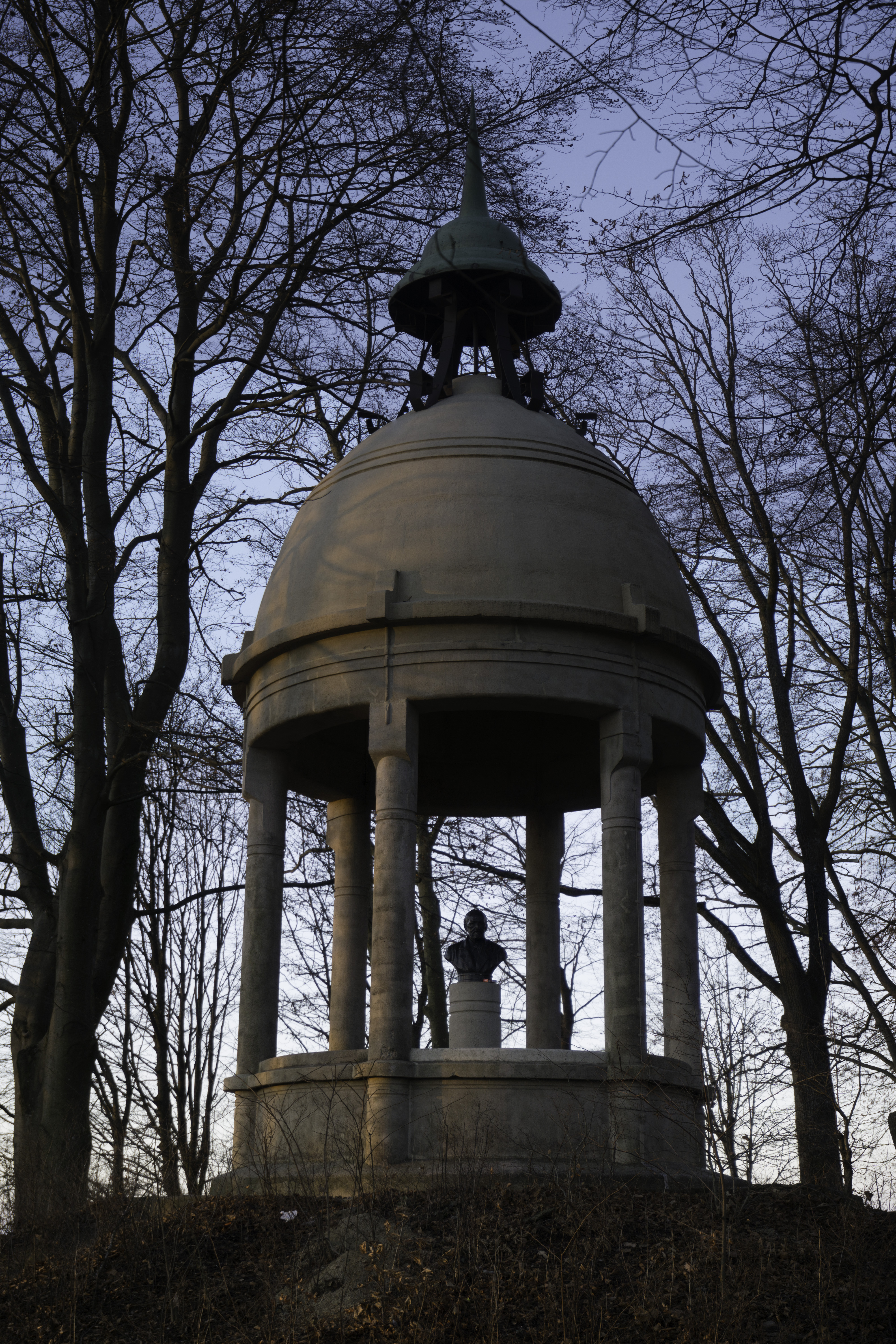
Der Schubertpavillon

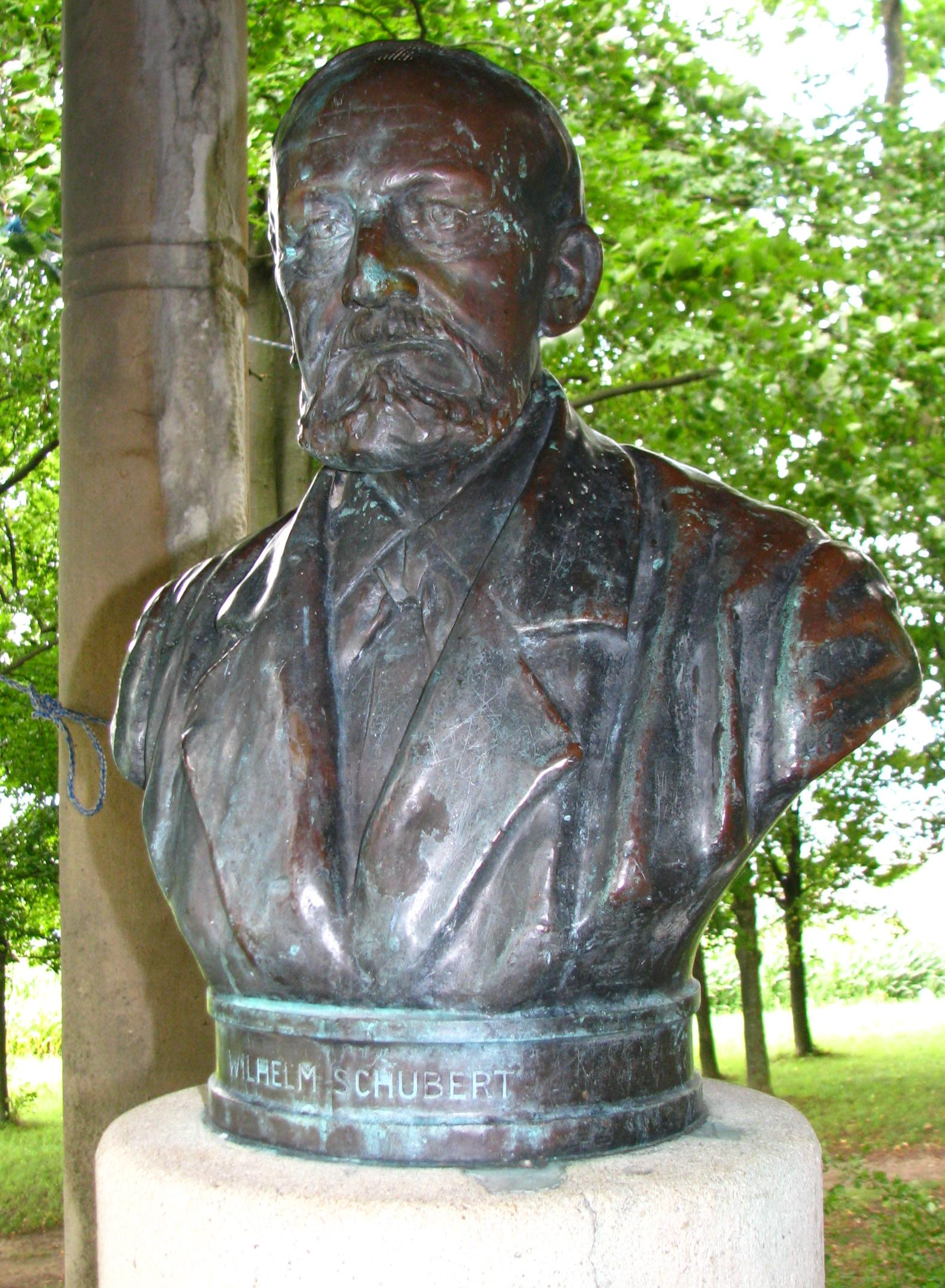
Schubertbüste

Auf dem Gipfel des Schutterlindenberges befinden sich sowohl ein Gedenkstein als auch ein Pavillon mit der Büste des Lahrer Kaufmanns, Bürgermeisters, Handelskammerpräsidenten und Landtagsabgeordneten Wilhelm Schubert (1813–1893). Auf dem Stein wird er mit diesen Worten geehrt:

„Dem wackern, wahrhaft liberalen Volksfreunde, dem Förderer alles Guten, Wahren, Edlen und Schönen.“

Schubert zählt zu den bedeutendsten Republikanern seiner Stadt im Vormärz und während der Revolution 1848/49.

## Sendeturm
Auf dem Schutterlindenberg steht ein Sendeturm in Stahlbetonbauweise, der die südliche Ortenau und das nördliche Breisgau mit UKW- und DAB-Radioprogrammen versorgt.
Der Sendeturm wurde ursprünglich von den in Lahr stationierten Kanadischen Streitkräften errichtet. Bis zu ihrem Abzug im Jahre 1994 wurde von hier der kanadische Militärsender CFN (Canadian Forces Network) gesendet.

### Analoger Hörfunk (UKW)
| Frequenz (MHz) | Programm     | RDS-PS            | RDS-PI | Regionalisierung | ERP (kW) | Antennendiagramm rund (ND)/ gerichtet (D) | Polarisation horizontal (H)/ vertikal (V) |
| -------------- | ------------ | ----------------- | ------ | ---------------- | -------- | ----------------------------------------- | ----------------------------------------- |
| 107,4          | Hitradio Ohr | HITRADIO/_O_H_R__ | D40D   | –                | 5        |                                           | H                                         |

### Digitales Radio (DAB+)
| Block                  | Programme (Datendienste) | ERP (kW)     | Antennen- diagramm rund (ND), gerichtet (D) | Polarisation horizontal (H)/ vertikal (V) | Gleichwellennetz (SFN) |
| ---------------------- | --- | ------------ | ------------------------------------------- | ----------------------------------------- | --- |
| 8D SWR BW S (D__00235) | DAB+ Block des SWR SWR1 BW (112 kbps) - SWR Kultur (128 kbps) - SWR3 (Rheinland bis Bodensee) (112 kbps) - SWR4 FN (Studio Friedrichshafen) (112 kbps) - SWR4 FR (Südbaden) (112 kbps) - SWR4 S (Studio Stuttgart) (112 kbps) - SWR4 TU (Studio Tübingen) (112 kbps) - SWR4 UL (Studio Ulm) (112 kbps) - SWR Aktuell (72 kbps) - DASDING (112 kbps) - EPG (24 kbps) - TPEG (16 kbps)                                                 | 0,7          |                                             | V                                         | Bad Urach (Hanner Felsen), Baiersbronn, Blauen, Brandenkopf, Bad Säckingen (Eggberg), Elzach Elztal, Eyachtal (Albstadt-Ebingen), Feldberg im Schwarzwald, Freiburg (Schönberg), Hornisgrinde, Raichberg, Reutlingen (Scheibengipfel), Riedlingen (Reifersberg), Schramberg, Rottweil (Deilingen), Schutterlindenberg, Sigmaringen (In der Talwiese), Ulm (Kuhberg), Villingen-Schwenningen (Marbach), Wannenberg, Witthoh |
| 11B OAS BW (D__00201)  | DAB+-Multiplex der ON AIR support GmbH: Antenna BW (72 kbps) - Antenne 1 (72 kbps) - baden.fm (72 kbps) - bigFM (72 kbps) - Die Neue 107.7 (72 kbps) - die neue welle (72 kbps) - Energy Stuttgart (72 kbps) - Donau 3 FM (72 kbps) - egoFM (72 kbps) - Hitradio Ohr (72 kbps) - Radio 7 (72 kbps) - Radio Regenbogen (72 kbps) - Rock FM (72 kbps) - Das Neue Radio Seefunk (72 kbps) - Radio Teddy (72 kbps) - Radio Ton (72 kbps) | 0,7 (max. 1) | ND                                          | V                                         | Aalen, Alpirsbach, Bad Mergentheim (Löffelstelzen), Bad Urach (Hanner Felsen), Baden-Baden (Merkur), Baiersbronn, Blauen, Brandenkopf, Donaueschingen, Freiburg (Schönberg), Forbach, Geislingen (Oberböhringen), Heidelberg (Königstuhl), Heidenheim/Osterholz, Heilbronn (Schweinsberg), Hochrhein (Rickenbach), Hornisgrinde, Karlsruhe (Grünwettersbach), Kempten/Blender, Kreuzwertheim, Lahr (Schutterlindenberg), Langenburg, Mudau, Pfänder, Langenbrand, Raichberg, Ravensburg (Höchsten), Reutlingen (Scheibengipfel), Schramberg/Sulgen-Süd, Stuttgart (Frauenkopf), Witthoh, Ulm (Kuhberg) |

## Landschaftsschutzgebiet
Der Schutterlindenberg und seine Umgebung sind durch Verordnung des ehemaligen Landratsamts Lahr vom 24. August 1966 als Landschaftsschutzgebiet (Schutzgebietsnummer 3.17.009) ausgewiesen. Das Gebiet hat eine Größe von 362,0 Hektar und reicht vom Bebauungsrand Lahrs im Süden über den Lierbach im Nordosten hinweg bis auf die Weinbauhügel Galgenberg, Essigberg und Wichberg schon auf Friesenheimer Grund, im Nordwesten endet es am dortigen Bergfuß.

## Sonstiges
- Der Schutterlindenberg ist ein traditioneller Festplatz der Stadt Lahr. Dort wurden Feste beispielsweise anlässlich des 100. Geburtstages von Friedrich Schiller am 10. November 1859 und anlässlich des 50. Jahrestages der Völkerschlacht bei Leipzig am 18. Oktober 1863 gefeiert.
- Der Schutterlindenberg wurde in jüngster Zeit auch für Veranstaltungen wie die Walpurgisnacht und die Maifeier im Jahr 2022 genutzt.[2]
- Am Pfingstmontag wird auf dem Berg ein ökumenischer Gottesdienst gefeiert.
- Der Schutterlindenberg ist eine alte Lahrer Weinbaulage. Die Großlage ist etwa 60 ha groß und reicht vom Schutterlindenberg nördlich bis Friesenheim. Sie unterteilt sich in die Einzellagen Herrentisch oberhalb von Lahr und Kronbühl im Norden. Es wird v. a. Weißer Burgunder angebaut.
- Nach dem Berg ist die Schutterlindenberg-Schule in Lahr benannt.
- Auf dem Berg steht eine steinerne Sitzbank, die ihren Platz einst auf der 1945 zerstörten Zollbrücke zu Dinglingen hatte.